# 東京鐵塔下GULUGULU
東京鐵塔下GULUGULU是一首2007年的香港粵語歌曲，由梁基爵作曲，林日曦填詞，女歌手有耳非文演唱，是日本電影《東京鐵塔：我的母親父親》於香港上映時的香港版主題曲，亦是相關宣傳廣播劇的主題曲。

## 簡介
日本作家中川雅也2005年出版的小說《東京鐵塔：我的母親父親》，及2006年播出的同名改編電視劇獲得相當迴響後，同名改編電影於2007年4月在日本本土上映，同年11月該電影於香港上映。歌曲東京鐵塔下GULUGULU是專門為其所寫的香港版本主題曲，同時亦是香港商業電台為了宣傳該電影而製作及播放的同名改編廣播劇之主題曲。
此歌是填詞人林日曦的首個詞作。歌詞取材自廣播劇故事中的母子之情。

## 發行
此歌收錄於有耳非文2007年的個人精選專輯《東京鐵塔下》。

## 獎項
| 頒獎年月  | 頒獎禮                                      | 獎項               | 結果         |
| --------- | ------------------------------------------- | ------------------ | ------------ |
| 2008年1月 | 香港商業電台 2007年度叱咤樂壇流行榜頒獎典禮 | 專業推介．叱咤十大 | 十大之第十位 |

此歌以冷門姿態，獲得香港商業電台舉辦的叱咤樂壇流行榜頒獎典禮的年度十大歌曲獎項，然而因此歌是該台的廣播劇主題曲，此結果受到質疑。

## 評價
研究歌詞的學者梁偉詩認為歌詞文字傾向淺白易懂；雖然表面從母親對兒子的寄語，但亦折射出兒子的憤世嫉俗，填詞人林日曦似乎亦藉以表達自己對現實生活的看法，可算是借年邁母親之口道出年輕人的心聲。